# La leyenda de Tennessee Moltisanti
"La leyenda de Tennessee Moltisanti" (título original en inglés: "The Legend of Tennessee Moltisanti") es el octavo episodio de la serie de HBO Los Soprano. Fue escrito por David Chase, productor ejecutivo y creador de la serie, y Frank Renzulli; y dirigido por Tim Van Patten. El capítulo fue estrenado el 28 de febrero de 1999 en Estados Unidos.

## Protagonistas
- James Gandolfini como Tony Soprano.
- Lorraine Bracco como Dr. Jennifer Melfi
- Edie Falco como Carmela Soprano.
- Michael Imperioli como Christopher Moltisanti.
- Dominic Chianese como Corrado Soprano, Jr.
- Vincent Pastore como Pussy Bonpensiero.
- Steven Van Zandt como Silvio Dante.
- Tony Sirico como Paulie Gualtieri.
- Robert Iler como Anthony Soprano, Jr.
- Jamie-Lynn Sigler como Meadow Soprano.
- and Nancy Marchand como Livia Soprano.

### Protagonistas invitados
- Richard Romanus como Richard LaPenna.
- Drea de Matteo como Adriana.

#### Otros protagonistas
| - Al Sapienza como Mikey Palmice. - Tony Darrow como Larry Boy Barese. - George Loros como Raymond Curto. - Joe Badalucco Jr. como Jimmy Altieri. - Frank Santorelli como Georgie. - Sam Coppola como Dr. Reis - Brian Geraghty como niño. - Will McCormack como Jason LaPenna. - Ed Crasnick como comediante. - Joseph Gannascoli como Gino. | - Barbara Hass como Aida Melfi. - Timothy Nolen como Jeffrey Wernick. - Barbara Lavalle como líder de la banda. - Robert Anthony Lavalle como líder de la banda #2. - Frank Pando como Agente Frank Grasso. - Annika Pergament como jefe de noticias. - Brooke Marie Procida como novia. - Matt Servitto como Agente Harris. - Bruce Smolan como Emil Kolar. |

## Primeras apariciones
- Agente Grasso: un agente del FBI que investiga a la familia Soprano.
- Agente Harris: agente del FBI especializado en la familia criminal Soprano.
- Jason LaPenna: el hijo de la Dr. Melfi.
- Richard LaPenna: exmarido de la Dr. Melfi.
- Jimmy Petrille: capo en la familia criminal Lupertazzi.
- Angie Bonpensiero: la esposa de Pussy Bonpensiero y gran amiga de Carmela Soprano, Gabriella Dante y Rosalie Aprile.
- Gabriella Dante: la esposa de Silvio Dante y gran amiga de Carmela Soprano, Rosalie Aprile y Angie Bonpensiero.